# هاري غورونغ
هاري غورونغ (18 فبراير 1992 بتيمفو في بوتان - ) هو لاعب كرة قدم بوتاني في مركز حراسة المرمى. شارك مع منتخب بوتان لكرة القدم. أما مع النوادي، فقد لعب مع نادي ييدزين.

## وصلات خارجية
- هاري غورونغ على موقع قاعدة بيانات كرة القدم.إي يو (الإنجليزية)
- هاري غورونغ على موقع ناشيونال فوتبول تيمز (الإنجليزية)
- هاري غورونغ على موقع Soccerway.com (الإنجليزية)